# Акт о реальном удостоверении личности
| 2012 2013 2014 2016 2017 | 2018 2019 2020 2021 2024 |

Соответствие Закону о реальном удостоверении личности по годам сертификации МВБ.

Акт о реальном удостоверении личности (англ. Real ID Act) — Общественный закон 109-13 (текст) (PDF), 119 Статья 302, вступившая в силу 11 мая 2005 года, представляет собой Акт Конгресса, который изменяет федеральный закон США, касающийся стандартов безопасности, аутентификации и процедур выдачи водительских прав и документов, удостоверяющих личность, а также различных иммиграционных вопросов, касающихся терроризма.
Закон устанавливает требования к водительским удостоверениям штата и удостоверениям личности, которые должны приниматься федеральным правительством для «официальных целей», как это определено секретарём Министерства внутренней безопасности США. Министр внутренней безопасности (МВБ) определило «официальные цели» как посадку на рейсы коммерческих авиакомпаний и вход в федеральные здания и атомные электростанции, хотя закон даёт министру неограниченные полномочия требовать «федерального удостоверения личности» для любых других целей.
Закон о реальном удостоверении личности (Real ID) реализует следующее:
- Раздел II закона устанавливает новые федеральные стандарты для выдаваемых государством водительских прав и удостоверений личности, не являющихся водителями.
- Изменение лимита виз для временных работников, медсестёр и граждан Австралии.
- Финансирование некоторых отчётов и пилотных проектов, связанных с безопасностью границ.
- Введение правил, касающихся «гарантий доставки» (аналогичных залогу, но для иностранцев, освобождённых до слушания дела).
- Обновление и ужесточение законов о предоставлении убежища и депортации иностранцев за терроризм.
- Отказ от законов, мешающих строительству физических барьеров на границах.

20 декабря 2013 года МВБ объявило, что реализация этапа 1 начнётся 20 января 2014 года, после годичного периода «отсрочки исполнения». Существует четыре запланированных этапа, три из которых применяются к областям, затрагивающим относительно небольшое количество людей, например, к штаб-квартире МВБ, атомным электростанциям и федеральным объектам с ограниченным и полуограниченным доступом, таким как военные базы.
8 января 2016 года МВБ опубликовало график реализации этапа 4, в котором говорится, что начиная с 22 января 2018 года пассажиры с водительскими правами, выданными государством, не соответствующим Закону о Real ID (и не получившим продление) должны будут предъявить альтернативную форму приемлемого удостоверения личности для внутренних авиаперелётов, чтобы сесть на свой рейс.
Начиная с 7 мая 2025 года (первоначально запланированное на 1 октября 2020 года, но отложенное на год из-за пандемии COVID-19, а затем отложенное во второй раз) каждому авиапассажиру потребуется лицензия, соответствующая REAL ID, или другая приемлемая форма идентификации (например, паспорт гражданина США, паспортная карта США, военный билет США или карта доверенного путешественника МВБ, например, Global Entry, NEXUS, SENTRI, FAST) для внутренних авиаперелётов. По состоянию на июнь 2024 года все штаты и территории были сертифицированы как соответствующие требованиям.

## История закона
Закон о реальном удостоверении личности (Real ID) начался как H.R. 418, который был принят Палатой представителей в 2005 году и остался без изменений. Представитель Джеймс Сенсенбреннер (R) из Висконсина, автор первоначального Закона о Real ID, затем добавил его в качестве дополнения к законопроекту о военных расходах, H.R. 1268, — Закон о дополнительных чрезвычайных ассигнованиях на оборону, глобальную войну с терроризмом и ликвидацию последствий цунами, 2005 год. Палата представителей приняла этот законопроект о расходах с приложением Real ID 368-58, а Сенат принял совместный отчёт конференции Палаты представителей и Сената по этому законопроекту 100-0. Президент Буш подписал закон 11 мая 2005 года.

### Отсрочка
Как было принято Конгрессом, внедрение Закона о реальном удостоверении личности должно было осуществляться поэтапно, чтобы гарантировать, что его выполнение будет справедливым и ответственным. МВБ обрисовывает в общих чертах приверженность своевременному выполнению четырёх этапов закона и утверждает, что не следует предполагать наличие расширений. Однако это решение реализовать закон постепенно привело к отсрочке с федеральной стороны. 2 марта 2007 года было объявлено, что введение Закона в силу будет отложено до декабря 2009 года. 11 января 2008 года было объявлено, что крайний срок снова продлён до 2011 года. В тот же день Министерство внутренней безопасности опубликовало окончательное правило, касающееся выполнения положений Закона о удостоверении личности, касающихся водительских прав. Хотя изначально было предостережение против, МВБ санкционировал продление штата для соблюдения, что ещё больше отложило принятие. Продления для штатов были предоставлены Министром внутренней безопасности после предоставления удовлетворительного обоснования.

## Анализ закона

### Удостоверения личности и водительские права в качестве идентификации
В США водительские права выдаются штатами, а не федеральным правительством. Кроме того, поскольку в Соединённых Штатах нет национального удостоверения личности и из-за широкого использования автомобилей, водительские права использовались де-факто в качестве стандартной формы идентификации в стране. Для тех, кто не является водителем, штаты также выдают добровольные удостоверения личности, которые не дают прав на вождение. До принятия Закона о реальном удостоверении личности каждый штат устанавливал свои собственные правила и критерии в отношении выдачи водительских прав или удостоверения личности, включая внешний вид карты, какие данные указаны на карте, какие документы необходимо предоставить для её получения и какая информация хранится в базе данных лицензированных водителей и держателей удостоверений личности каждого штата.

## Последствия
Начиная с 3 мая 2023 года «каждому авиапассажиру потребуется лицензия, соответствующая REAL ID, или другая приемлемая форма идентификации (например, паспорт, паспортная карта, военный билет США или карта доверенного путешественника МВБ, например, Global Entry, NEXUS, SENTRI, FAST) для внутренних авиаперелётов».

## Государственная адаптация и несоблюдение требований
Части Закона о реальном удостоверении личности, касающиеся штатов, должны были вступить в силу 11 мая 2008 года, через три года после принятия закона, но крайний срок был продлён до 31 декабря 2009 года. 11 января 2008 года было объявлено, что крайний срок был снова продлён до 2011 года в надежде получить большую поддержку со стороны штатов. 5 марта 2011 года Министерство внутренней безопасности США отложило дату вступления в силу Закона о реальном удостоверении личности до 15 января 2013 года, что позволило избежать серьёзных сбоев в авиаперевозках.